# Глевахский курган
Глевахский курган — курган раннескифского периода, расположенный в 2 км к северу от села Глевахи в Васильковском районе Киевской области. Датируется концом VII — началом VI века до н. э. Исследовался А. И. Тереножкиным в 1950 году.

## Описание
Курганная насыпь достигала высоты 9 м, диаметра около 70 м. Курган опоясывал ров глубиной 1,1 м и шириной 3,5 м. Насыпь состоит из чернозёма. Она насыпалась в два приёма. Между основной её частью и досыпкой имеется глинистая материковая прослойка толщиной до 0,3 м, представлявшая выброс из нижней части опоясывающего рва. Погребальная камера размерами 8×5 м и ориентацией на северо-запад — юго-восток находилась в центре кургана. Дромос продолговатого вида находился с юго-восточной стороны. Дно камеры было устлано досками, уложенными на три поперечных бревна. Стены камеры высотой 2,5 м были обшиты выструганными досками. На дне камеры обнаружено 11 столбовых ям. Столбы поддерживали деревянный потолок могильной камеры, над которым было устроено шатровое перекрытие из брёвен. Вход в камеру имел длину более 6 м,ширину 1,8 м. Стены входа также были обшиты досками. На дне ямы лежали обугленные брёвна и доски, пережжённая земля. Здесь же были обнаружены останки двух погребённых — мужчины и молодой женщины, предположительно насильственно умерщвлённой. В различных частях на дне камеры обнаружен погребальный инвентарь: обломки керамики — чернолощеной корчаги, блюда, двух горшков с валиками, небольшого чернолощеного горшочка и маленького черпака с высокой ручкой, а также бронзовый подвес кистеня, две бронзовые крестовидные бляхи от узды, два костяных стерженька, железный гвоздевидный стержень, обломок конца железного псалия, обломок небольшой морской ракушки, две золотые бусины, пастовая бусина, железное колечко. Корчага и блюдо были полностью собраны из сохранившихся обломков. В насыпи над погребальной камерой найден бронзовый трёхлопастный наконечник стрелы с удлинённой втулкой. Глевахский курган является богатым погребением представителя местной племенной знати.

## См.также
- Глеваха (археологический памятник)